# Elaphria repanda
Elaphria repanda är en fjärilsart som beskrevs av William Schaus 1904. Elaphria repanda ingår i släktet Elaphria och familjen nattflyn. Inga underarter finns listade i Catalogue of Life.